# Charles H. Gaus

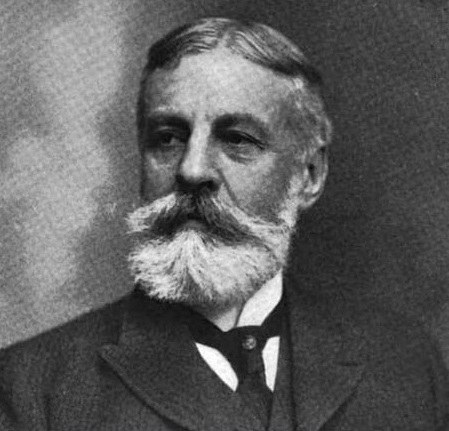
Charles H. Gaus

Charles Henry Gaus (* 1. September 1840 in Zanesville, Ohio; † 31. Oktober 1909 in den Laurentinischen Bergen, Kanada) war ein US-amerikanischer Geschäftsmann und Politiker.

## Werdegang
Charles Henry Gaus, Sohn deutscher Einwanderer, wurde während der Wirtschaftskrise von 1837 im Muskingum County geboren. Die Familie Gaus zog nach New York, als er zwei Jahre alt war. Sie ließ sich in der damals noch eigenständigen Stadt Brooklyn nieder. Seine Kindheit war vom Mexikanisch-Amerikanischen Krieg überschattet. 1857 zog er nach Albany (New York), wo er in dem Drugstore seines Onkels arbeitete. Er kämpfte dann im Bürgerkrieg. 1874 eröffnete er seinen eigenen Drugstore an der Ecke von Washington Avenue und Lark Street in Albany.
Gaus war ein exzellenter Scharfschütze. In diesem Zusammenhang gewann er 1889, 1890, 1891 und 1892 den Wimbledon Cup.
In Albany war er eine Zeit lang als Supervisor, School Commissioner, City Street Commissioner und City Assessor tätig. Von 1902 bis 1908 bekleidete er den Posten als Bürgermeister von Albany. Er gehörte der Republikanischen Partei an. Bei den Wahlen im Jahr 1908 wählte man ihn zum New York State Comptroller. Er bekleidete den Posten vom 1. Januar 1909 bis zu seinem Tod. Die meiste Zeit war er aber krank, so dass sein First Deputy Comptroller Otto Kelsey die Amtsgeschäfte führte.
Gaus starb an den Folgen einer Lungenentzündung während seines Aufenthalts in einer Jagdhütte, wo er den  Bourbinnais-Kiamika Club am Long Lake in den Laurentinischen Bergen bewirtschaftete. Er wurde dann auf dem Albany Rural Cemetery in Menands beigesetzt.